# 가공 경화

가공 경화(加工硬化, work hardening, strain hardening) 현상은 소성 변형으로 금속이나 고분자가 단단해지는 현상을 말한다. 물질의 결정 구조 내에서 전위적 이동과 전위적 생성으로 인해 발생한다.
가공 경화는 상황에 따라 바람직할 수도 있고 그렇지 않을 수도 있다.

## 이점과 단점
이점:
- 가열이 필요하지 않다
- 더 나은 표면 상태
- 뛰어난 차원 제어
- 더 나은 복제 능력 및 교환 능력
- 방향적 특성을 금속에 주입할 수 있다
- 오염 문제를 최소화

단점:
- 더 많은 힘이 필요하다
- 더 무겁고 더 강력한 장비, 더 강력한 도구가 필요하다
- 금속의 연성이 낮다
- 금속 표현은 깨끗해야 하고 무척도 특성이어야 한다
- 원치 않는 잔여 강도가 발생할 수 있다